# Paley
Paley és un municipi francès, situat al departament de Sena i Marne i a la regió de Illa de França. L'any 2007 tenia 430 habitants.
Forma part del cantó de Nemours, del districte de Fontainebleau i de la Comunitat de comunes Moret Seine et Loing.

## Demografia

### Població
El 2007 la població de fet de Paley era de 430 persones. Hi havia 180 famílies, de les quals 56 eren unipersonals (12 homes vivint sols i 44 dones vivint soles), 60 parelles sense fills, 52 parelles amb fills i 12 famílies monoparentals amb fills.
La població ha evolucionat segons el següent gràfic:
Habitants censats

### Habitatges
El 2007 hi havia 259 habitatges, 184 eren l'habitatge principal de la família, 68 eren segones residències i 6 estaven desocupats. Tots els 255 habitatges eren cases. Dels 184 habitatges principals, 162 estaven ocupats pels seus propietaris, 15 estaven llogats i ocupats pels llogaters i 8 estaven cedits a títol gratuït; 12 tenien dues cambres, 34 en tenien tres, 39 en tenien quatre i 100 en tenien cinc o més. 155 habitatges disposaven pel capbaix d'una plaça de pàrquing. A 76 habitatges hi havia un automòbil i a 91 n'hi havia dos o més.

### Piràmide de població
La piràmide de població per edats i sexe el 2009 era:
| Homes | Edats   | Dones |
| ----- | ------- | ----- |
| 0     | 95 o +  | 0     |
| 4     | 90 a 94 | 0     |
| 4     | 85 a 89 | 4     |
| 4     | 80 a 84 | 4     |
| 4     | 75 a 79 | 20    |
| 12    | 70 a 74 | 16    |
| 4     | 65 a 69 | 8     |
| 12    | 60 a 64 | 12    |
| 8     | 55 a 59 | 12    |
| 20    | 50 a 54 | 16    |
| 16    | 45 a 49 | 20    |
| 16    | 40 a 44 | 16    |
| 16    | 35 a 39 | 16    |
| 12    | 30 a 34 | 16    |
| 8     | 25 a 29 | 8     |
| 4     | 20 a 24 | 4     |
| 12    | 15 a 19 | 20    |
| 28    | 10 a 14 | 28    |
| 12    | 5 a 9   | 16    |
| 0     | 0 a 4   | 16    |

## Economia
El 2007 la població en edat de treballar era de 273 persones, 203 eren actives i 70 eren inactives. De les 203 persones actives 180 estaven ocupades (93 homes i 87 dones) i 23 estaven aturades (11 homes i 12 dones). De les 70 persones inactives 18 estaven jubilades, 28 estaven estudiant i 24 estaven classificades com a «altres inactius».

### Ingressos
El 2009 a Paley hi havia 195 unitats fiscals que integraven 432,5 persones, la mediana anual d'ingressos fiscals per persona era de 22.960 €.

### Activitats econòmiques
Dels 17 establiments que hi havia el 2007, 3 eren d'empreses de construcció, 3 d'empreses de comerç i reparació d'automòbils, 2 d'empreses de transport, 1 d'una empresa d'informació i comunicació, 1 d'una empresa financera, 2 d'empreses immobiliàries, 3 d'empreses de serveis, 1 d'una entitat de l'administració pública i 1 d'una empresa classificada com a «altres activitats de serveis».
Dels 3 establiments de servei als particulars que hi havia el 2009, 1 era un taller de reparació d'automòbils i de material agrícola, 1 paleta i 1 fusteria.
L'any 2000 a Paley hi havia 6 explotacions agrícoles.

## Equipaments sanitaris i escolars
El 2009 hi havia una escola elemental integrada dins d'un grup escolar amb les comunes properes formant una escola dispersa.

## Poblacions més properes
El següent diagrama mostra les poblacions més properes.